# Platythelys platensis
Platythelys platensis là một loài thực vật có hoa trong họ Lan. Loài này được (Hauman) Garay miêu tả khoa học đầu tiên năm 1977.